# DB BR 23
Паровоз Deutsche Bundesbahn Baureihe 23 — паровоз, предназначенный для вождения поездов местного и пригородного сообщения, также легких дальнего следования, на Deutsche Bundesbahn.
Паровоз выпускался с 1950 по 1959 на заводах Krupp, Jung, ME, Henschel. Всего было построено 105 локомотивов, эксплуатировались они вплоть до 1976 года. Паровоз создавался с целью замены в эксплуатации паровозов серии P8.
При постройке паровозов колёсных парах использовались подшипники скольжения, а на 024, 025, 053 установили подшипники качения. Паровозы имели сварную раму и сварной котёл.
Паровозы эксплуатировались депо в городах Крайльсхайм, Саарбрюккен, Кайзерслаутерн.
Паровоз с порядковым номером 105 был отставлен от эксплуатации в 1972 году (то есть эксплуатировался всего 13 лет, с 1959 по 1972). Он был сохранён, и на 150-ти летие немецких железных дорог в 1985 году был отремонтирован, после чего сохранялся в Нюрнбергском музее транспорта (нем. Verkehrsmuseum Nürnberg). Однако из-за пожара случившегося в депо 17 октября 2005 года был серьёзно повреждён огнём.
Кроме паровоза с номером 105 сохранились ещё 7 паровозов: 019 в Немецком паровозном музее (Нойенмаркт), 023 в Stoom Stichting Nederland (Роттердам), 029 в Аалене, 042 в железнодорожном музее Darmstadt-Kranichstein (Ашаффенбург), 058 в EUROVAPOR (Basel-Haltingen), 071 и 076 на музейной железной дороге Veluwsche Stoomtrein Maatschappij (Апелдорн, Нидерланды).